# Krmine
Krmine (en serbe cyrillique : Крмине) est un village de Bosnie-Herzégovine. Il est situé sur le territoire de la ville de Banja Luka et dans la république serbe de Bosnie. Selon les premiers résultats du recensement bosnien de 2013, il compte 578 habitants.

## Géographie

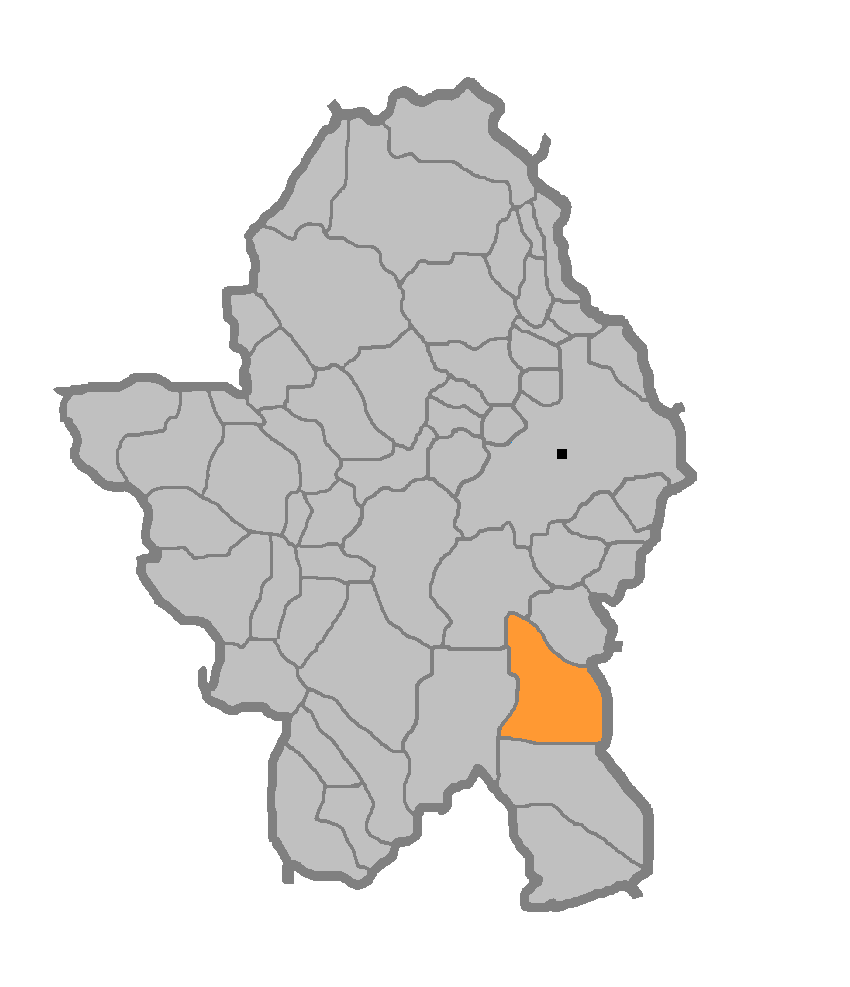
Localisation de la communauté locale de Krmine dans la ville de Banja Luka

Le village est situé au bord de la rivière Vrbas, un affluent droit de la Save.

## Démographie

### Évolution historique de la population dans la localité
| 1948 | 1953 | 1961  | 1971  | 1981  | 1991 | 2013 |
| ---- | ---- | ----- | ----- | ----- | ---- | ---- |
| -    | -    | 1 544 | 1 517 | 1 259 | 980  | 578  |

|  |